# Восток (Ветковский район)
Восток (бел. Васток) — упразднённый посёлок в Ветковском горсовете Ветковского района Гомельской области Беларуси.
На востоке граничит с лесом.
В результате катастрофы на Чернобыльской АЭС и радиационного загрязнения жители (33 семьи) переселены в 1991 году в чистые места.

## География

### Расположение
В 18 км на северо-восток от Ветки, 37 км от Гомеля.

### Гидрография
На севере мелиоративный канал.

## Транспортная сеть
Транспортные связи по просёлочной, затем автомобильной дороге Светиловичи — Ветка.
Планировка состоит из прямолинейной улицы, ориентированной с юго-запада на северо-восток и застроенной двусторонне, деревянными домами усадебного типа.

## История
Основан в начале XX века переселенцами из соседних деревень. Наиболее активная застройка велась в 1920-х годах. В 1926 году работало почтовое отделение, в Бартоломеевском сельсовете Ветковского района Гомельского округа. В 1930 году жители вступили в колхоз. В 1959 году входил в состав совхоза «Высокоборский» (центр — деревня Бартоломеевка).

## Население

### Численность
- 2010 год — жителей нет.

### Динамика
- 1926 год — 15 дворов, 95 жителей.
- 1940 год — 36 дворов, 136 жителей.
- 1959 год — 121 житель (согласно переписи).
- 1991 год — жители (33 семьи) переселены.